# Marc Chadourne
Marc Chadourne (ur. 23 maja 1895 w Cublac, zm. 30 stycznia 1975 w Cagnes-sur-Mer) – francuski pisarz i dziennikarz.

## Życiorys
Urodził się w 1895 r. w Cublac. W czasie I wojny światowej służył jako pilot wojskowy. Po wojnie pracował jako urzędnik w koloniach. Jego pierwsza powieść Vasco (1928), której akcja dzieje się w Polinezji, odniosła spory sukces. Kolejna, Cecile de la folie (1930) zdobyła prestiżową Prix Femina. Po odwiedzeniu ZSRR za pierwszych lat rządów Józefa Stalina, opublikował zbiór swoich krytycznych obserwacji. W latach 1930. przebywał m.in. w Kamerunie, Meksyku, Chinach i Wietnamie. Jego krytyczne reportaże z tych podróży były chętnie czytane we Francji, na równi z powieściami. Był również tłumaczem Josepha Conrada.
W chwili wybuchu II wojny światowej przebywał w Azji. Wobec braku możliwości powrotu do Francji, schronił się w USA, gdzie zaczął wykładać literaturę francuską na University of Utah. W tym okresie zainteresował się mormonizmem, czego efektem była publikacja Quand Dieu se fit Americain (1950). W 1950 r. uzyskał prestiżową Grand Prix de Litterature od Akademii Francuskiej.
Zmarł w 1975 r.
Przez pewien czas był związany z Ewą Curie.